# NGC 423
NGC 423 ist eine spiralförmige Zwerggalaxie vom Hubble-Typ Sa im Sternbild Bildhauer am Südsternhimmel. Sie ist schätzungsweise 70 Millionen Lichtjahre von der Milchstraße entfernt und hat einen Durchmesser von etwa 20.000 Lj.
Das Objekt wurde am 14. November 1835 von dem britischen Astronomen John Herschel entdeckt.